# Benjamin Finkel
Benjamin Finkel   (Amanda, Fairfield county (Ohio) i East Ringgold, 5 de juliol de 1865 - Springfield, 5 de febrer de 1947) va ser un matemàtic nord-americà, fundador de la prestigiosa revista American Mathematical Monthly.

## Vida i obra
Finkel va néixer en una zona agrícola al sud-est de Columbus (Ohio). Després d'estudiar a l'escola rural del seu comtat, va estar els anys 1883 i 1884 a la Northwest Ohio Normal a Ada (Ohio), en la qual es va graduar el 1888. Els anys següents va ser mestre a diverses escoles rurals: a Fostoria (Ohio), a Gibson (Tennessee), a North Lewisburg i, finalment, a West Middleburg.
Durant aquest temps com a professor d'escola, dedicava el seu temps lliure a posar i solucionar problemes matemàtics, que després enviava a revistes per la seva publicació. Fruit d'aquest entreteniment va ser el seu llibre A Mathematical Solution Book Containing Systematic Solutions to Many of the Most Difficult Problems, publicat per primera vegada el 1893, després d'alguns problemes editorials. El llibre va tenir força èxit i es va reeditar els anys 1897, 1899, 1902 i 1903.
L'any 1892 va ser nomenat professor de matemàtiques i d'astronomia del Kidder Institute, a la població de Kidder al nord de l'estat de Missouri. El 1895 va ser nomenat cap del departament de física i matemàtiques del Drury College (actual universitat de Drury) a Springfield (Missouri), càrrec en el que va romandre fins a la seva jubilació el 1937. El 1906 va obtenir el doctorat a la universitat de Pennsilvània.
Per la seva experiència docent, estava convençut del deplorable nivell de l'ensenyament de les matemàtiques a escoles i instituts; per això, tenia l'ambició de crear una revista científica destinada als professors de matemàtiques per millorar el seu nivell de rigor i coneixements. El 1894, amb l'assistència de John Marvin Colaw de Monterey (Virgínia), es va llençar el primer número de la revista American Mathematical Monthly, de la qual van ser editors, juntament amb Leonard Dickson, Herbert Ellsworth Slaught i altres, fins al 1915 en que la revista va a passar a ser propietat de la Mathematical Association of America, que la continua editant. El propi Finkel, va escriure unes quantes biografies de matemàtics per a la revista.